# Heidi (pel·lícula de 1952)
Heidi és una pel·lícula suïssa dramàtica del 1952 dirigida per Luigi Comencini. El guió va ser escrit per Lazar Wechsler, basat en la novel·la homónima de 1880 escrita per l'autora suïssa Johanna Spyri. És protagonitzada per Elsbeth Sigmund, Heinrich Gretler i Thomas Klameth. També va tenir una seqüela intitulada Heidi und Peter de 1955.

## Argument
Heidi és una jove orfe que viu amb el seu avi en una cabana aïllada i passa els dies a la muntanya guardant cabres amb el seu amic Peter. L'avi és un home espantós, en conflicte amb la gent del poble que el retreu responsable d'un incendi que va destruir diverses cases fa uns anys. Aquesta acusació sembla molt més injusta amb el fet que el seu fill, el pare de Heidi, va morir en combatre el sinistre incendi.
La vida passa fàcil i tranquil·la fins que arriba el dia en què la tia de Heidi, que treballa a la casa d'un ric industrial de Frankfurt, ve a la recerca d'ella per ser l'acompanyant de Clara, la filla paralitzada d'aquest. Després de dificultats d'adaptació, Heidi agafa una gran estima a Clara i l'ajudarà a retrobar l'ús de les seves cames.

## Repartiment
- Elsbeth Sigmund com Heidi
- Heinrich Gretler com Alp-Öhi
- Thomas Klameth com Geissenpeter
- Elsie Attenhofer com Tante Dete
- Margrit Rainer com Peters Mutter
- Fred Tanner com Pfarrer
- Isa Günther com Klara Sesemann
- Willy Birgel com Herr Sesemann
- Traute Carlsen com Klaras Grossmutter
- Anita Mey com Frl. Rottenmeyer
- Theo Lingen com Butler Sebastian
- Max Haufler com Bäcker
- Armin Schweizer com Dompförtner[3][4]